# Still Life (Talking)
Still Life (Talking) är ett musikalbum av Pat Metheny Group, utgivet 1987. Albumet spelades in under mars och april 1987 i The Power Station i New York.

## Låtlista
Alla låtar är arrangerade av Pat Metheny & Lyle Mays.
1. "Minuano (Six Eight)" (Metheny, Mays) – 9:25
2. "So May It Secretly Begin" (Metheny) – 6:24
3. "Last Train Home" (Metheny) – 5:38
4. "(It's Just) Talk" (Metheny) – 6:16
5. "Third Wind" (Metheny, Mays) – 8:33
6. "Distance" (Mays) – 2:43
7. "In Her Family" (Metheny) – 3:15

## Pat Metheny Group
- Pat Metheny – el- & akustisk gitarr, guitar synthesizer
- Lyle Mays – piano, keyboards
- Steve Rodby – el- & kontrabas
- Paul Wertico – trummor
- Armando Marçal – percussion, sång
- David Blamires – sång
- Mark Ledford – sång

## Utmärkelser
Grammy Awards
| Year | Winner            | Category                                      |
| ---- | ----------------- | --------------------------------------------- |
| 1988 | Pat Metheny Group | Grammy Award for Best Jazz Fusion Performance |